# Max Marung
Max Marung, vollständig Maximilian Arnold Constantin Marung (* 28. März 1839 in Woldegk; † 22. September 1897 in Rostock) war ein deutscher Arzt und Landphysicus für das Fürstentum Ratzeburg.

## Leben
Max Marung war ein Sohn des Arztes Carl Wilhelm Marung. Er besuchte das Gymnasium zum Grauen Kloster in Berlin und studierte ab 1857 Medizin an den Universitäten Göttingen, Würzburg und Berlin. In Göttingen wurde er 1857 Mitglied des Corps Hannovera Göttingen. In Berlin wurde er 1861 zum Dr. med. promoviert.
Bis Januar 1864 war er als Assistenz-Arzt beim Grossherzoglichen Bundeskontingent in Neustrelitz. Von März 1864 bis Oktober 1869 praktizierte er in Schönberg (Mecklenburg), wo bereits sein Vater als Arzt und Landphysicus wirkte. Ab Oktober 1869 war er in Grevesmühlen tätig. Im Deutsch-Französischen Krieg diente er als Stabsarzt bei der Belagerungsartillerie im Elsass. Nach Beendigung des Krieges kehrte er zunächst nach Grevesmühlen zurück und zog 1872 wieder nach Schönberg. Hier praktizierte er mit seinem Vater und übernahm nach dessen Tod 1891 das Amt des Landphysicus. Damit war er für das gesamte Gesundheitswesen im Fürstentum Ratzeburg zuständig. 1894 gab er krankheitshalber seine Praxis auf. Seit der Gründung 1873 bis zur Amtsniederlegung aus Gesundheitsgründen 1886 war er Vorsitzender des Kampfgenossenvereins für das Fürstenthum Ratzeburg und Präses der Mecklenburg-Strelitzschen Krieger-Kameradschaft.
Sein 1876 geborener Sohn Karl Erich Marung wurde ebenfalls Arzt und später Ministerialrat in der mecklenburgischen Gesundheitsverwaltung in Schwerin.

## Auszeichnungen
- Eisernes Kreuz am weißen Bande
- Militärverdienstkreuz (Mecklenburg) 2. Klasse am Combattanten-Band
- Ritterkreuz 2. Klasse, Militärverdienstorden (Bayern)
- Roter Adlerorden, 4. Klasse (1888)
- Erinnerungskreuz für 1866
- Kriegsdenkmünze für die Feldzüge 1870–71 (Deutsches Reich)

## Werke
- De lue congenita. Diss. Berlin 1861